# Matra Djet

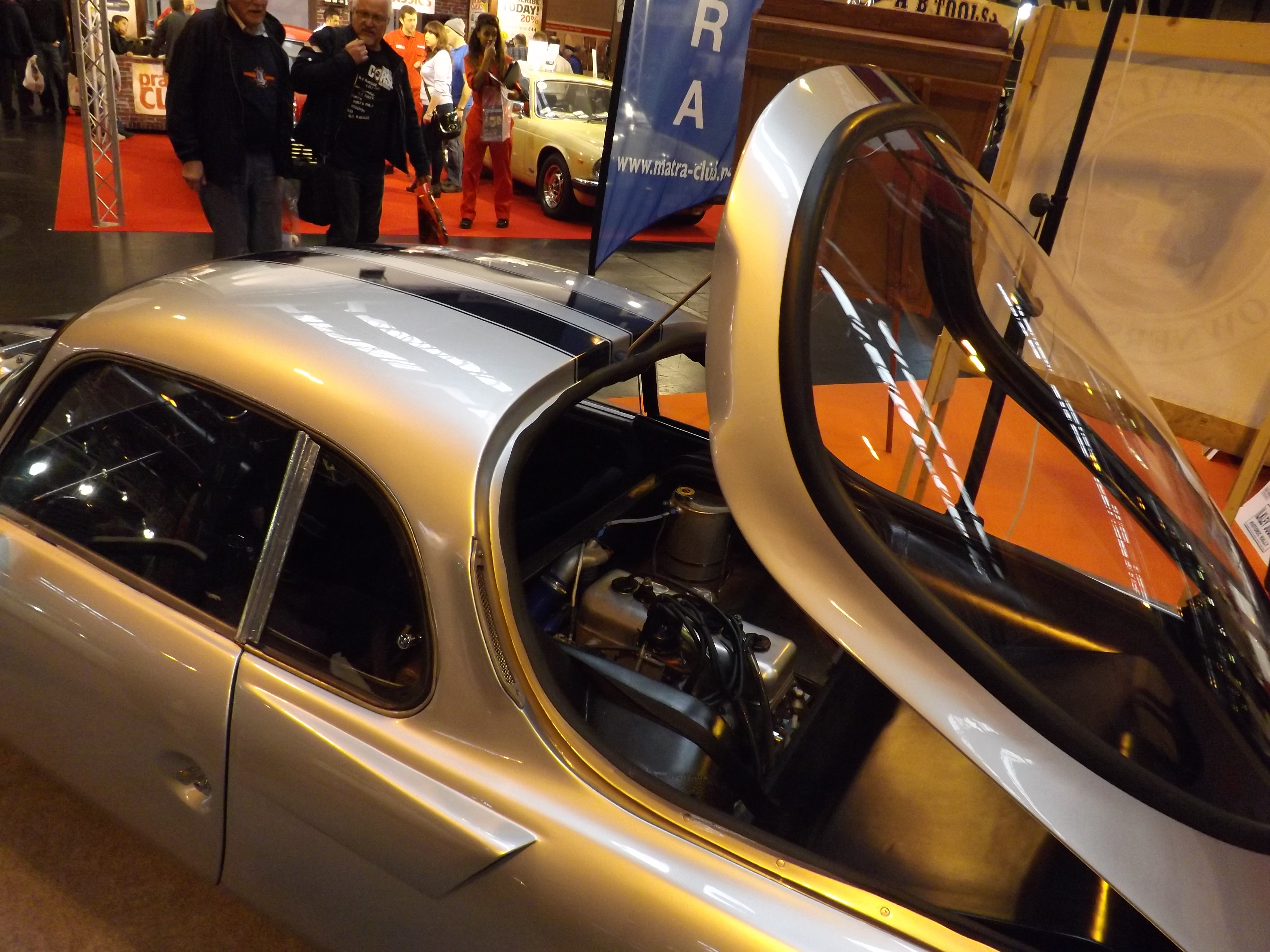
Plaats van de middenmotor in de auto

De Matra Djet is een Franse sportwagen, op basis van Renault-techniek ontwikkeld door René Bonnet als René Bonnet Djet, en later overgenomen en doorontwikkeld door Matra. De auto had gedurende zijn productie van 1962 tot 1967 verschillende namen: Matra Bonnet Djet, Matra Sports Djet en ten slotte Matra Sports Jet.

## René Bonnet Djet
René Bonnet begon oorspronkelijk als sportwagenfabrikant in Deutsch et Bonnet, maar na onenigheid met compagnon Charles Deutsch richtte hij Automobiles René Bonnet op. Hij besloot zelf een sportwagen te ontwikkelen, de Djet. Deze naam werd gekozen, omdat hij dacht dat Fransen het Engelse woord Jet (straaljager) niet goed zouden uitspreken. De auto werd gebouwd op een chassis van buizen, met een vezelversterkte kunststof (glasvezel en polyester) carrosserie, die Bonnet van Matra betrok, evenals de fabriekshal in Romorantin.
De in het midden geplaatste motor en de voorwielophanging komen van de Renault 8, de versnellingsbak van de Renault Estafette bestelwagen (met gewijzigde overbrengingsverhoudingen). Het ontwerp was erg modern voor zijn tijd, met schijfremmen en onafhankelijke wielophanging rondom. De René Bonnet Djet is 3,80 m lang, 1,40 m breed en 1,15 m hoog, biedt plaats aan twee personen (er is geen achterbank, omdat de motor zich daar bevindt) en weegt slechts 600 kg.
Er werden drie types René Bonnet Djet gebouwd:
René Bonnet Djet I1108 cc Renault 8 Major motor (65 pk), 165 km/h)
René Bonnet Djet II1108 cc Renault 8 Gordini motor (80 pk, 190 km/h)
René Bonnet Djet III / Djet IV998 cc motor met dubbele bovenliggende nokkenas (100 pk). Deze auto's zijn voor het racecircuit ontworpen.
Slechts 197 René Bonnet Djets zijn gebouwd, van 1962 tot 1964. Als redenen voor het uitblijven van commercieel succes worden genoemd het onpraktische ontwerp voor dagelijks gebruik en de onbetrouwbaarheid van de Renault-mechaniek ten opzichte van de, eveneens van Renault-techniek voorziene, concurrent Alpine.

## Matra Djet/Jet
Omdat Bonnet in financiële problemen kwam en Matra's CEO het idee een sportwagenfabrikant te worden wel aanstond, heeft Matra op 14 oktober 1964 (in officiële stukken geantedateerd op 1 oktober 1964) de productie van de Djet overgenomen van Bonnet, die het bedrijf vervolgens verliet. De leiding kwam in handen van de toen nog jonge manager Jean-Luc Lagardère, die later topman van het Matra-concern werd.
De productie van de oorspronkelijke Djet stopte in december 1964, waarna de van Simca aangetrokken ontwerper Philippe Guèdon, het ontwerp op vele punten verbeterde. De auto werd door deze verbeteringen een stuk groter: 4,22 m lang, 1,50 m breed, 1,20 m hoog en het gewicht steeg naar 660 kg. In april 1965 werd de productie voortgezet met twee nieuwe versies, de Matra Bonnet Djet V (met een Renault 8 Major-motor) en Djet V S (met een Renault 8 Gordini-motor). In oktober 1965, na de Salon de l'Auto autoshow in Parijs, werden de Romeinse cijfers en de naam Bonnet verlaten, de auto heette vanaf dat moment Matra Sports Djet 5.
In 1966 kwam een model met een grotere Gordini-motor op de markt en werd de Djet naam vervangen door het oorspronkelijk bedoelde Jet. De modellenreeks bestond nu uit de Matra Sports Jet 5 (1108 cc-Renault 8 Major-motor), Jet 5 S (1108 cc-Renault 8 Gordini-motor) en Jet 6 (1255 cc-Renault Gordini-motor).

### Modellen
Er werden in totaal drie types van de Matra Djet/Jet geproduceerd van 1965 tot en met 1967.
Matra Bonnet Djet V / Matra Sports Djet 5 / Jet 51108 cc-Renault 8 Major-motor, 70 SAE pk, 170 km/h
Matra Bonnet Djet V S / Matra Sports Djet 5 S / Jet 5 S1108 cc-Renault 8 Gordini-motor, 90 SAE pk, 190 km/h
Matra Sports Jet 61255 cc-Renault 8 Gordini-motor, 105 SAE pk, 210 km/h
Los van deze modelaanduidingen waren er "De Luxe"-versies verkrijgbaar, met een houten instrumentenpaneel, houten stuurwiel, andere plaatsing van instrumenten en handrem en een grotere bumper. Tevens waren er versies op de markt met een afneembaar dakpaneel.

### Prijzen
De prijslijst voor België in 1966 was als volgt:
- Djet 5 Standard: 152.200 Belgische frank
- Djet 5 De Luxe: 164.700 Belgische frank
- Djet 5 S Standard: 194.000 Belgische frank
- Djet 5 S De Luxe: 207.900 Belgische frank

### Beroemde Djets
Bekende Djet-rijders zijn Joeri Gagarin die er eentje cadeau kreeg in 1965, koning Hoessein van Jordanië die in 1966 een rode Djet 5 S kocht en de Gendarmerie Nationale die langs de Autoroute du soleil in een Djet patrouilleerde.
Men voorzag in 1965 een productie van 3.000 Jets tegen 1967, maar dat aantal werd bij lange na niet gehaald. In 1967 eindigde de productie met een totaal van 1495 geproduceerde Matra (D)Jets. Het model werd opgevolgd door de Matra 530, hoewel de laatste Jets (allemaal Jet 6) pas in 1968 werden verkocht.

## Fotogalerij

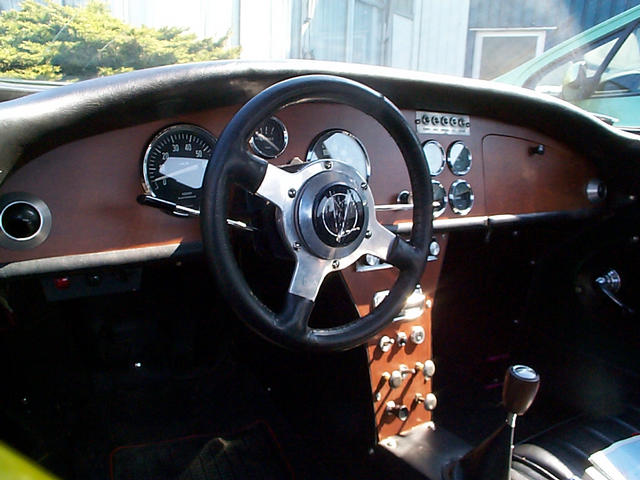
Matra Bonnet Djet dashboard
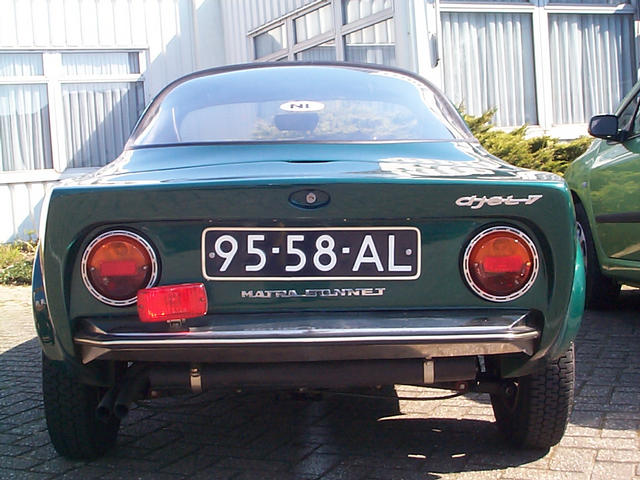
Matra Bonnet Djet V achterzijde
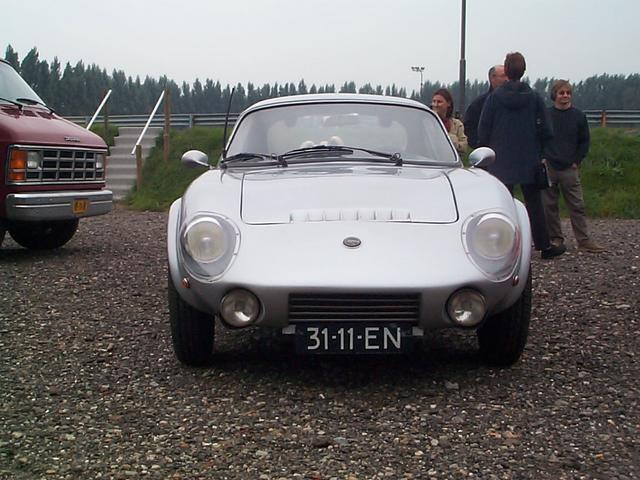
Matra Sports Jet 6 voorzijde
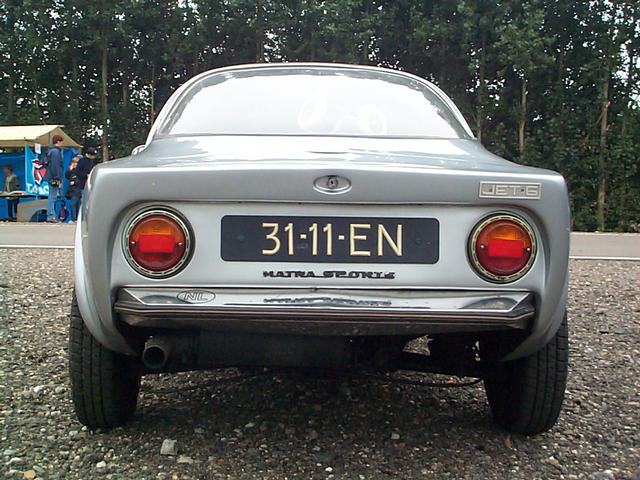
Matra Sports Jet 6 achterzijde